# Baloșani, Gorj
Baloșani este un sat în comuna Stejari din județul Gorj, Oltenia, România. Se află pe malul pârâului Amarazuia la marginea comunei Stejari.
 Acest articol despre o localitate din județul Gorj este deocamdată un ciot. Puteți ajuta Wikipedia prin completarea lui.